# Avenue du Prado
Pour les articles homonymes, voir Prado.
L'avenue du Prado est une voie de la ville de Marseille.

## Situation et accès
Cette avenue, située dans les 6e et 8e arrondissement de Marseille, est une large avenue en équerre qui prolonge la rue de Rome à partir de la place Castellane jusqu'au rond-point du Prado puis change de direction pour conduire à la Statue de David à la plage du Prado.

## Origine du nom

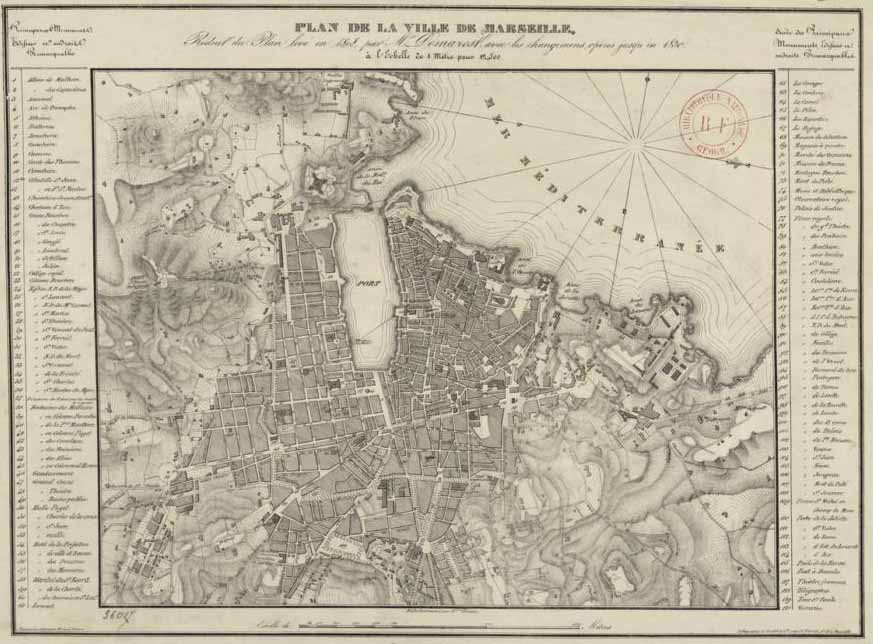
Plan Démarest de 1808 (source Gallica) - Marseille.

C’est l'ancien maire de Marseille, Antoine Théodore Bernex, fils de Anthelme Bernex, qui lui donne son nom en 1844 en comparaison avec le célèbre Prado de Madrid. 

## Historique
La « Société immobilière du Prado » est créée en 1837 à l'initiative de J.S. Méry, d'Anthelme Bernex (1777-1848) qui vient de réaliser le boulevard Longchamp et de l’architecte Jean-Baptiste Falque (1798-1881). Une première tranche de travaux est inaugurée le 16 novembre 1839 par le duc d'Orléans, puis est livrée aux promeneurs et aux bâtisseurs.  la voie porte alors le nom de « boulevard du Sud », 

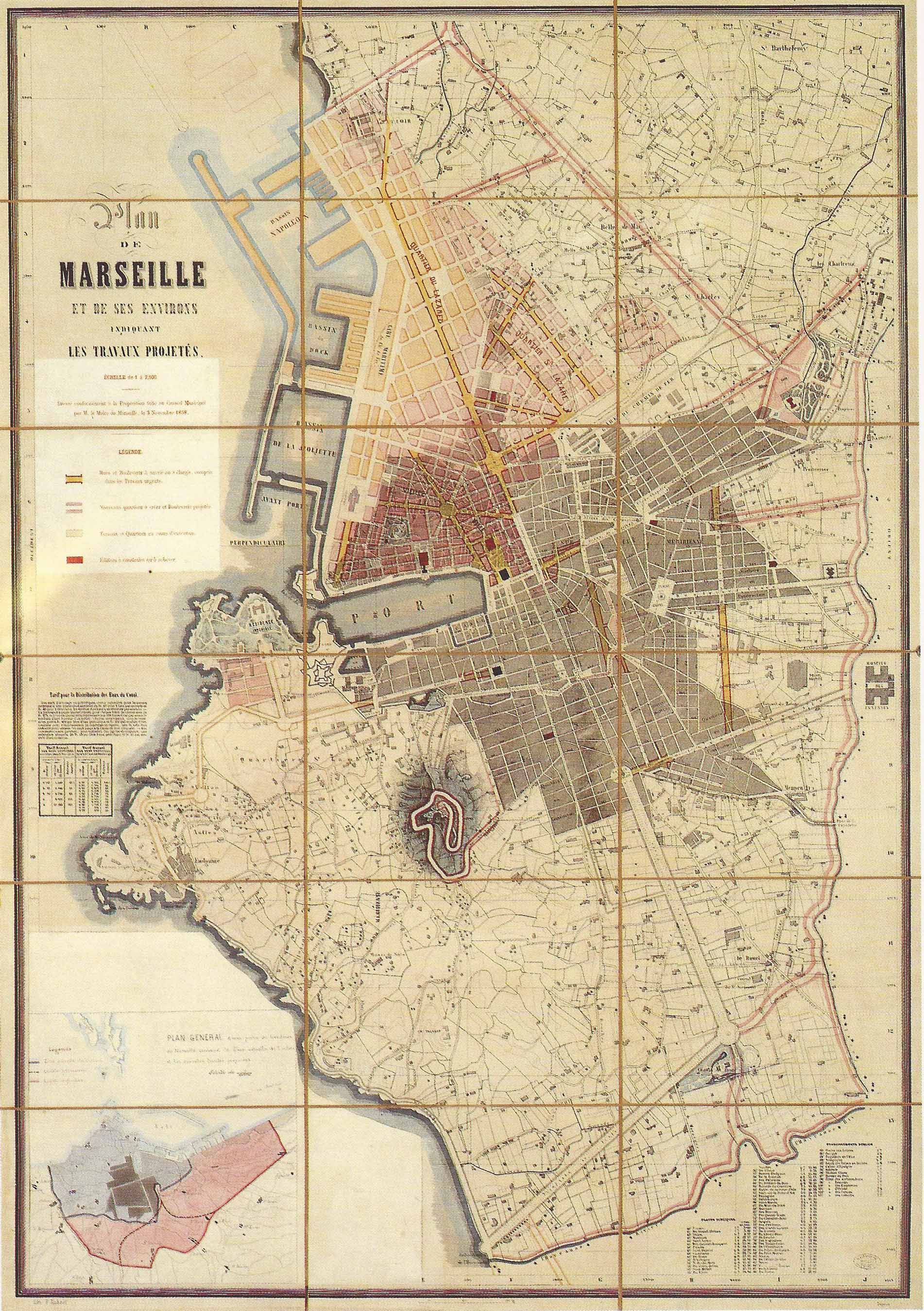
Plan Pinet de 1839 (source CCMI) - Marseille.

Cette immense avenue a une forme particulière, en équerre, s’explique d'une part par la décision de prolonger l’axe majeur de la ville (cours Belsunce – rue de Rome) après la réalisation de la rue de Rome et de la place Castellane - une première portion qui s’étend de la place Castellane au Rond-point du Prado - et d'autre part par la décision de prolonger "les promenades du Prado" jusqu'à la mer- une seconde portion qui s'étend du rond point du Prado en direction des plages. 
Plantée de quatre rangées, cette promenade large de 60 mètres est la plus large de Marseille (à titre de comparaison l'avenue de Paris à Versailles fait 90m de large tout comme les Champs Elysees, l'avenue Foch à Paris a une largeur de 120m). Elle aboutit à un vaste rond-point, où s’ouvre le château des fleurs (en 1830 - aujourd'hui à 100 mètres du stade Vélodrome), lieu de convivialité et de loisirs. Tournant à angle droit, large encore de 40 mètres, le Prado rejoint la mer à l’endroit d’où la commission municipale de 1848 fera partir la promenade de la Corniche achevée sous le second Empire.

L'avenue du Prado "en équerre" a été bâtie sur 3 400 mètres de long et de 60 mètres de large sur des terrains marécageux alors réputés insalubres (un collecteur désigné "Le Jarret" était la « chasse d’eau » des quartiers sud vers l’Huveaune, fleuve côtier débouchant sur les plages du Prado). 

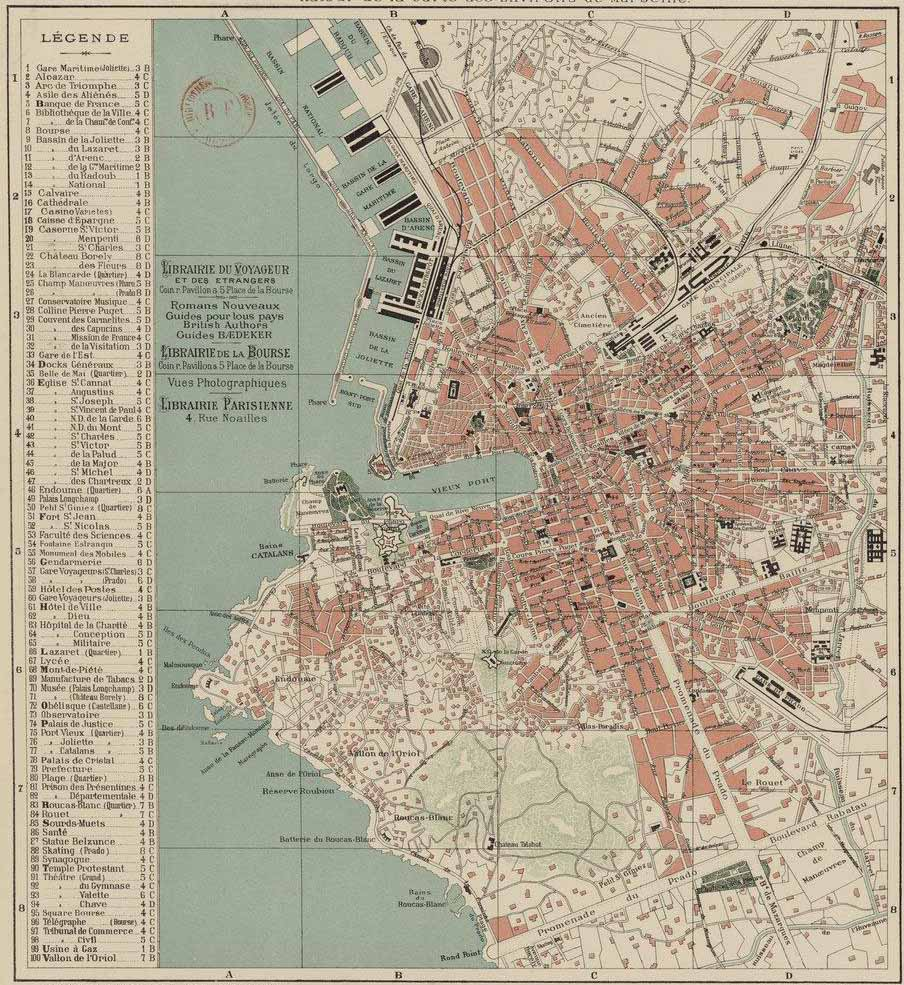
Plan Pinet de 1890 (source Gallica) - Marseille.

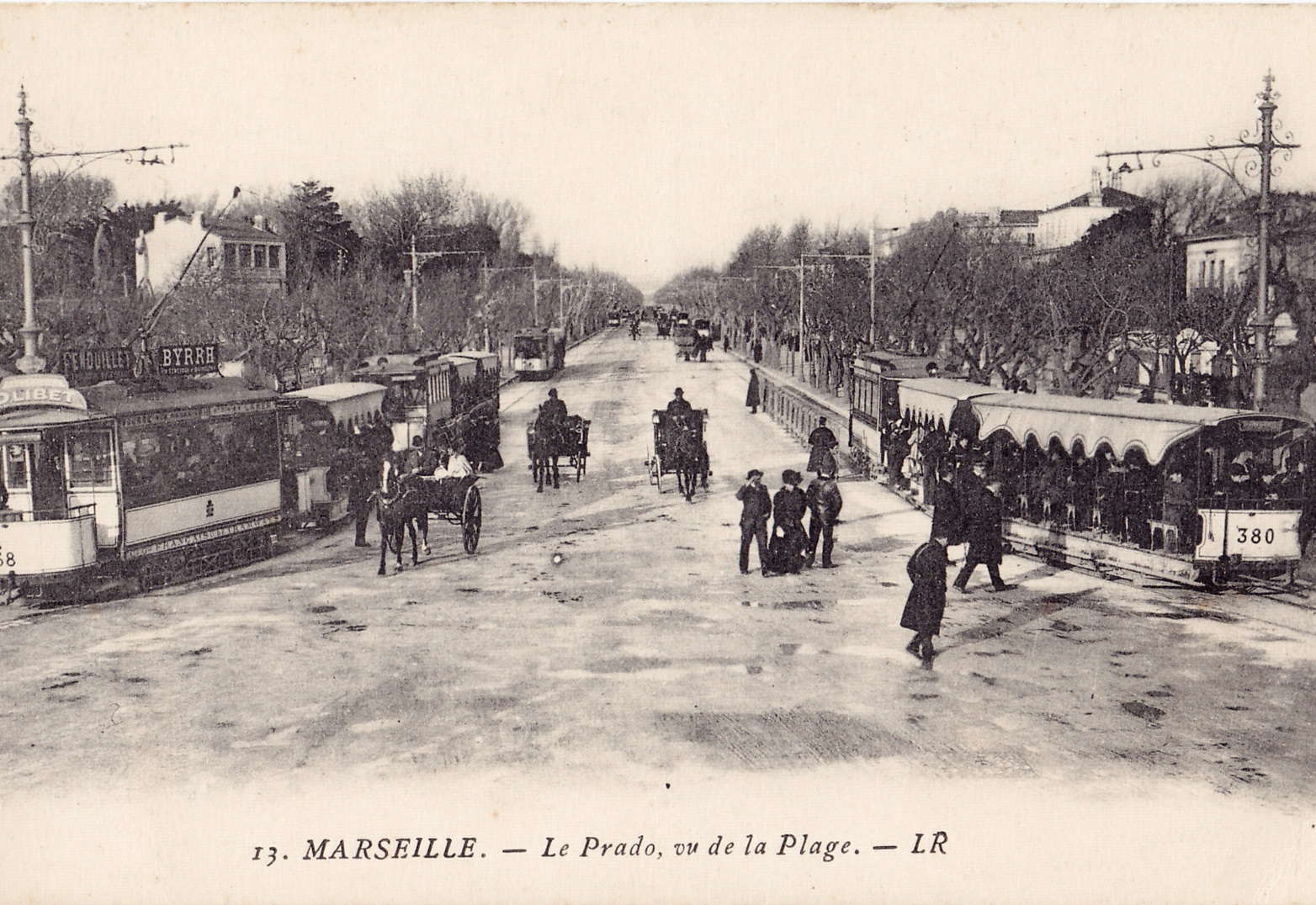
L'avenue au début du XXe siècle, quand circulaient les rames de l'ancien tramway de Marseille.

À l’origine on pouvait y admirer, jusqu'en 1875, une fontaine équipée d’un jet d’eau de 36 mètres de haut symbolisant cette victoire sur une nature hostile, mais l’arrivée des tramways et la mise en place des rails conduisirent à sa démolition.
En raison du prix des parcelles, de la concurrence des terrains situés le long de l’avenue de Toulon, puis la crise économique qui a précédé et suivi la chute de l’Empire a eu raison de la grosse spéculation, s’y ajoute une crise immobilière, due à une surabondance des constructions (Trame Mirès - quartier "Euroméditerranée" actuel), les parcelles desservies par l'avenue du Prado se vendent mal ce qui provoque la faillite de la société et l'effondrement financier de Méry et Bernex. 
En revanche Falque parvient plus facilement à vendre les parcelles comprises entre cette nouvelle voie, la rue Breteuil et le Boulevard Périer (les immeubles s’édifièrent ainsi beaucoup plus vite car de nombreux appartements en étage étaient destinés à la location). 
En 1867, les constructions du premier Prado n’ont pas réussi à dépasser l’actuel boulevard Périer. Au-delà, on retrouve encore les campagnes. L’opération sera reprise dans la suite, avec succès cette fois. Le Prado se bordera de peu à peu de villas et de châteaux, entourés de parcs, dont il ne subsiste que de rares exemples. 
Le développement des quartiers riverains s’effectue à partir de la deuxième moitié du XIXe siècle de façon inégale de part et d’autre de l’avenue du Prado. 

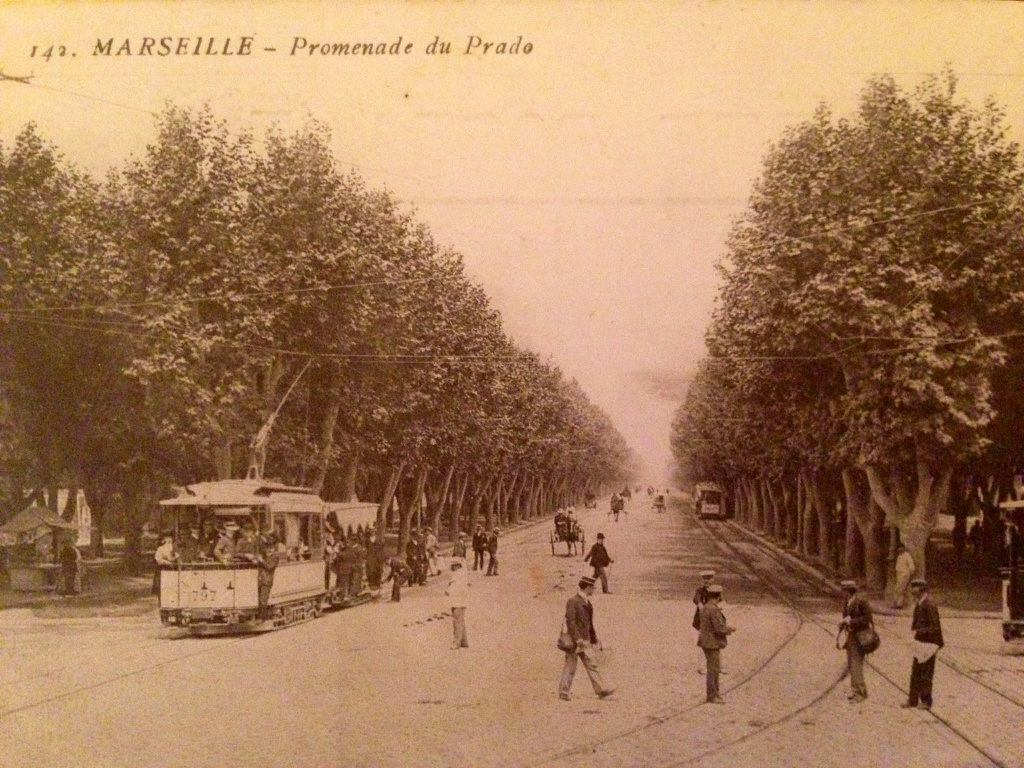
L'avenue du Prado au début du XXe siècle : Promenade, platanes et tramway.

À l’Est, côté avenue de Toulon, se développent des usines et des habitations ouvrières. Mgr Eugène de Mazenod fit construire une première église consacrée aux Saints Adrien et Hermès, ce qui permit au quartier du Prado-Rouet de s’urbaniser et de prendre de l’importance au sein de la cité. En 1918, Mgr Fabre, évêque de Marseille, décide de faire construire sur l'église Saints Adrien et Hermès, la basilique du Sacré Cœur. En souvenir de Mgr de Belsunce qui avait consacré la cité de Marseille au Sacré-Cœur, lors de la grande peste de 1720, la première pierre fut posée en 1920 et en même temps disparaissait la petite église Saints Adrien et Hermès. Ce quartier marqué par la présence de bâtiments industriels et d’entrepôts, est en cours de rénovation urbaine. 
À l'Ouest, entre les deux parties de l'avenue du Prado et de la rue Paradis, s’est développée de façon inégale (en raison des crises économiques, des faillites et des épidémies) une zone résidentielle initialement occupée par la bourgeoisie issue du négoce : de grands "îlots" caractérisent ce quartier avec initialement de nombreux jardins privatifs en cœur d’îlot (jardins qui persistent lacunairement d'une part et totalement sur le parcellaire d'autre part). 

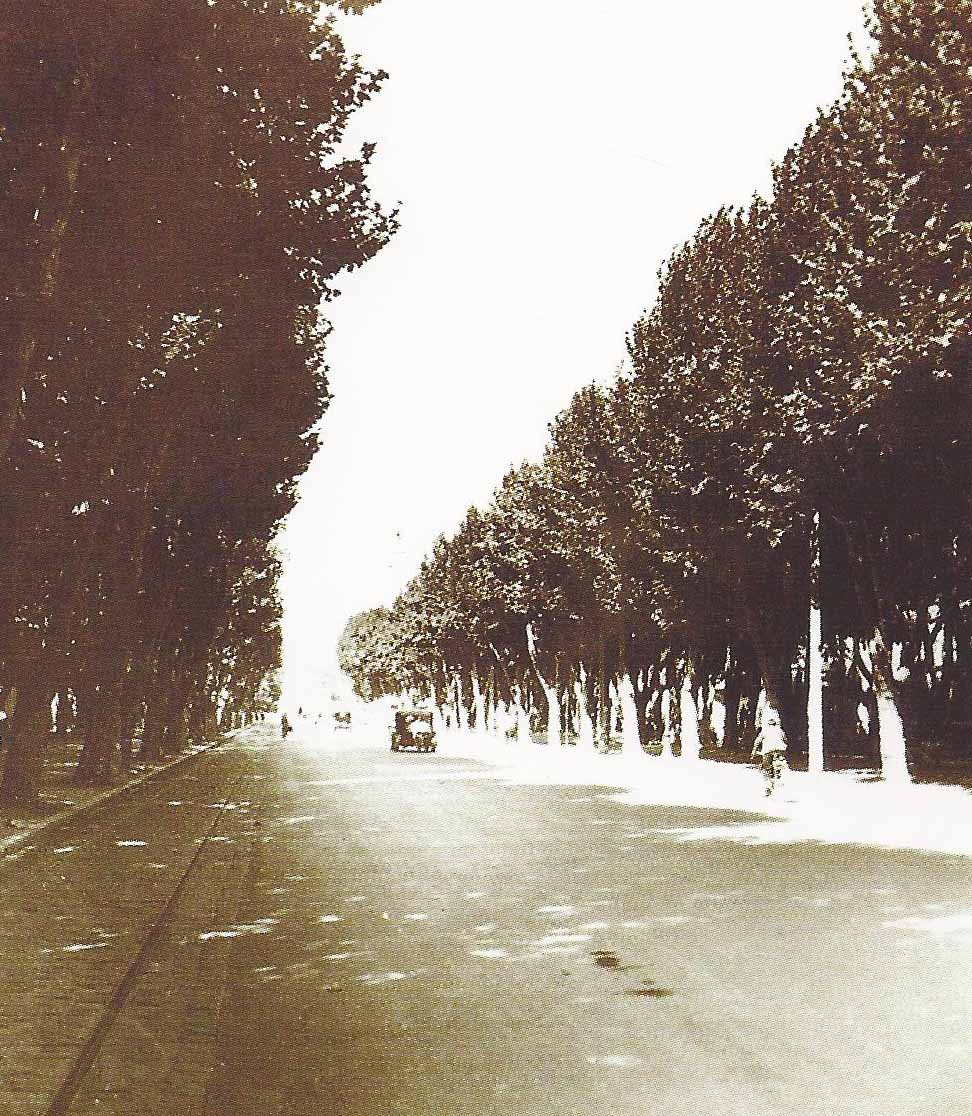
L'avenue du Prado dans les années 1920.
Archives municipales.

La seconde partie du Prado s'est développée de façon lente en raison d'un problème d'hygiène.
Félix Baret fit établir un projet de 220 kilomètres de collecteurs débouchant dans la calanque de Cortiou, au pied du massif de Marseilleveyre, face au grand large. On croira trop longtemps au pouvoir auto-épurateur infini de l’eau de mer. La déclaration d’utilité publique fut prononcée le 24 juillet 1891. Cette coûteuse « chimère » durera plus de 80 ans, polluant les deux rades de Marseille, en chassant faune et flore. La rade de Marseille est au bord de l’asphyxie et le mistral, soufflant vers la côte, transformera régulièrement les plages du Prado en décharge publique.  
Entre 1890 et 1895, sera bâti le boulevard Michelet en prolongeant l’axe majeur de la ville (et assainissant ainsi les terres). 
Des terrains étaient donc disponibles. La première exposition coloniale jamais organisée sur le territoire national : mettre en contact direct la métropole avec les représentants des pays et des peuples de l’Empire français. Sur les 40 hectares du futur parc Chanot (dont les terrains sont « empruntés » au champ de manœuvres militaires d'une part et au château des fleurs d'autre part) l’exposition coloniale qui s’ouvre le 14 avril 1906 est conçue comme une « leçon de choses » exotiques. Le succès public fut tel qu’une seconde (et dernière) édition de l’évènement sera organisée en 1922. Le succès public de la deuxième exposition coloniale est colossal. Marseille ne le cache pas : elle a besoin de ses colonies (la Russie bolchevique lui était fermée et les tentatives de reprises commerciales avec l’Allemagne d'entre deux guerres étaient vouées à l’échec).   
L’expansion de Marseille se fera conjointement à partir de la ville du XIXe siècle et à revers, à partir des agglomérations du terroir. La difficulté majeure tient à la circulation engendrée. 
L’extension du réseau de tramways répond à ces difficultés et favorise un phénomène migratoire (dans une ville étalée et disparate avec des frontières sociales et économiques), en poussant ses tentacules vers les anciens noyaux villageois, mais avec des inconvénients de sous-équipement sanitaires et de difficultés de liaisons sur des distances considérables.

Cette avenue du Prado a longtemps tiré son charme de sa magnifique voûte de verdure constituée par la frondaison des platanes. Les Marseillais allaient y chercher un peu de fraîcheur durant la période estivale : il faisait bon s’y promener.

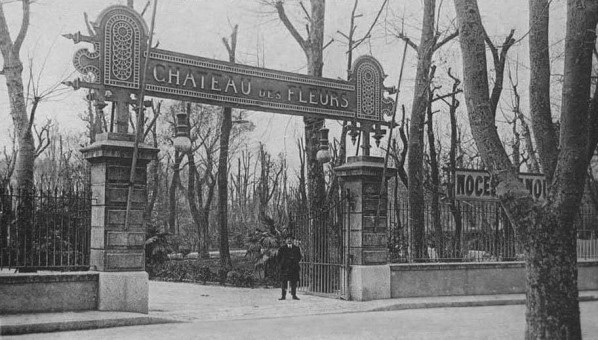
Le « Château des fleurs » (source inconnue) sur lequel sera construit le boulevard Michelet puis le parc Chanot.

La maladie du chancre coloré a progressivement fait disparaître tous les platanes. Cette maladie est provoquée par un champignon, le Ceratocystis fimbriata, importé des États-Unis lors de la libération de la France par apport de caisses de munitions en bois de "sycomore". La première contagion s’est manifestée sur le deuxième Prado, au niveau du Parc Borély. Cette maladie incurable qui touche uniquement les platanes, décime les arbres en bonne santé dans un intervalle de temps entre 3 et 7 ans. La contamination se fait par l’intermédiaire d’une plaie sur le système aérien mais également à travers les soudures qui s’opèrent entre les racines des arbres voisins (anastomose racinaire). Au niveau biologique, le champignon s’installe dans les vaisseaux du bois où il se nourrit de la sève et obstrue ainsi ces canaux. Ceux-ci  n’assurent plus leur rôle d’alimentation, l’arbre s’assèche et meurt inévitablement.
Le champignon se transmet de proche en proche par l’intermédiaire de facteurs climatiques,  (vent, pluie…), des interventions humaines qu’elles soient sur l’arbre (taille, arbre utilisé comme support…) ou dans son environnement (terrassement, travaux de voirie…).
Cette maladie se propagea sur l’avenue du Prado de manière foudroyante ; les platanes furent remplacés par des micocouliers et des tilleuls argentés. Il reste aujourd'hui 4 platanes vers le n°2 de cette avenue qui attestent de ces anciens alignements.   
À la fin des années 1940, l'avenue du Prado a été le théâtre du Grand Prix automobile de Marseille. L'avenue du Prado fut jusqu'en 1960 la seule rue de Marseille à ne pas être pavée, mais asphaltée. Partout ailleurs, les rudes pavés de porphyre, venus de la carrière du Drammont, mettaient à rude épreuve les amortisseurs des voitures et la colonne vertébrale des cyclistes.
Sur cette avenue, entre la place Castellane et le boulevard Périer, se déroule tous les matins le plus grand marché de Marseille ; on y trouve les produits frais (fruits et légumes), de l'habillement et tous les vendredis, des fleurs et plantes vertes.

## Bâtiments remarquables et lieux de mémoire
Parmi les différents immeubles riverains, on peut signaler :
- au no 36 : immeuble du cinéma Gaumont dont la façade présente un des rares exemples d'art nouveau à Marseille.
- au no 81 : Basilique du Sacré-Cœur.
- au no 121 se trouvait le « palais de l’automobile », vaste hangar métallique construit à l’occasion de la foire coloniale de 1922, par Raoul Mattei. Cet ensemble a été démoli en 1988 afin de permettre des constructions immobilières et la création d’une voie nouvelle : "les allées Turcat-Méry". Les pièces remarquables de la façade ont fait l'objet de moulages de polyester remisés dans un hangar de la région versaillaise, ces moulages devaient servir à réaliser une Grande Arche à l'entrée des actuelles allées Turcat Mery côté Prado et qui devaient prendre le nom d'allées Raoul Mattei (1890-1970)
- au no 127 se trouvait un amphithéâtre dont la tribune, lors d’une corrida, s’effondra le 14 août 1881 faisant 22 morts[2].
- au no 183 : Trésorerie Générale où se trouvait l'une des manufactures d’allumettes de la SEITA, fermée en 1961[3].
- au no 241 : concessionnaire d’une grande marque italienne où se trouvait la « chocolaterie du Prado », fermée en 1958[4].
- au rond-point se trouvait un établissement « le château des fleurs » qui eut une grande vogue au Second Empire
- au no 320 : immeuble de grande hauteur « Le Grand Pavois ».
- au no 399 : église apostolique arménienne (inaugurée en 1931) et son monument du génocide (inauguré en 1973).
- au no 555 : maison où habitait le grand photographe Nadar, aujourd'hui occupée par le Conseil départemental de l'ordre des médecins des Bouches du Rhône.
- la « villa Pascal »[5] aujourd'hui disparue, vaste propriété dotée d'importantes serres, habitée pendant la belle saison par la famille du banquier et bibliophile Albert Pascal[6] qui possédait, pour l'hiver, une vaste habitation rue Grignan.

### Consulats
- Consulat du Royaume-Uni
- Consulat du Portugal
- Consulat d'Allemagne
- Consulat de Turquie
- Consulat du Liban (Parc Borely)